# Чліянц Сергій Едгарович
Сергій Едгарович Чліянц (нар. 8 грудня 1961, Одеса) — кінопродюсер.

## Біографія
Закінчив Одеський інженерно-будівельний інститут.
У 1995—1997 рр. — Перший заступник директора та генеральний продюсер кіностудії ім. Горького.
З 1996 року — Член Гільдії продюсерів Росії.
З 1996 по 1997 рр. — Копродюсер проекту «малобюджетного кіно».
У 1997—1999 рр. — Генеральний директор ЗАТ «Продюсерська група» Союзкіно.
З 2001 р. — генеральний продюсер кінокомпанії «Пігмаліон Продакшн».
З 2008 р. — засновник компанії «Нью Сінема Студія» (що включає в себе «Нью Сінема Маркетинг» та «Нью Сінема Дистрибьюшн»). Нью Лайн дочірня компанія Warner Bros.
У 2008 р. запрошений в кінокомпанію «Всесвітні російські студії» (RWS)
У 2009 р. RWS веде переговори з Сергієм Чліянцем про створення спільного підприємства, куди увійдуть активи компаній Сергія Чліянц — компанії зливаються

## Творчі віхи
У 1992 році Сергій Чліянц зняв художній фільм «По прямій» за оповіданнями Сергія Довлатова, що стало його режисерським і продюсерським дебютом. У 1994 році Чліянц був копродюсерів проекту «Прибуття поїзда», що став поворотною подією в російському кінематографі: нова хвиля режисерів Балабанов, Дмитро Месхієв, Александр Хван, Ілля Хотиненко. З 1995 по 1997 рік, займаючи посаду генерального продюсера і першого заступника директора кіностудії імені Горького, розробляв програму «малобюджетного кіно», декларувала принципова відмова від дорогого сложнопостановочного виробництва. На відміну від датської «Догми» — не в ім'я естетичних принципів, а заради кіновиробництва як такого. У середині лихих дев'яностих російська кіноіндустрія перебувала в жорстокій кризі. Програма мала резонанс і відкрила нові імена режисерів і сценаристів. Саме завдяки мало бюджетного кіно з'явилися, зокрема, «Дивне час» Наталії П'янкова, «Дрянь гарна, дрянь погана» Олександра Хвана, «Зміїне джерело» Миколи Лебедєва, «$ 8 ½» Григорія Константинопольського, «Окраїна» Петра Луцика.
Залишивши в 1997 році кіностудію ім. Горького, Чліянц разом з Сергієм Сельянова і Раїсою Фоміної створює студію «Союзкіно», де були зняті картини «Мама, не горюй!» Максима Пежемського (спільно з СТВ), «Небо в алмазах» Василя Пічула, «Про виродків і людей» Олексія Балабанова (спільно з СТВ).
Очоливши студію «Пігмаліон Продакшн», Чліянц продовжував робити ставку в основному на молодих режисерів і сценаристів.
Фільми дебютантів, зняті на студії Чліянц на невеликі гроші, ставали подією в кінематографічних колах (в цей час такі ідеї бриніли в повітрі, на пострадянському просторі досить часто, і його заслуга в тому, що саме він втілив у реальність). У 2003 році, коли вироблений «Пігмаліон Продакшн» «Бумер» студента ВДІКу Петра Буслова виявився першою картиною новітнього періоду російської історії. «Бумер» окупився на стадії кінопрокату!, Також став тим вітчизняним фільмом, про який заговорили у всіх шарах суспільства, як і «Особливості національного полювання» Рогожкіна. Стало ясно, що стратегія Чліянц себе виправдала. У 2004 році, «Пігмаліон Продакшн» вибрав фільм класика російського авторського кіно. «Настроювач» Кіри Муратової має неймовірний успіх, цитується як приклад художньої якості в кіновузів СНД і отримує кілька національних кінопремій по основних номінаціях. Як спеціальна подія бере участь у Міжнародному кінофестивалі у Венеції.
У 2005 році «Пігмаліон Продакшн» приступає до роботи над фільмами «Бумер. Фільм другий» Петра Буслова і «Живий» Олександра Велединського. Фільм Буслова вже не мав такого широкого успіху, але з комерційного боку був настільки ж бездоганний. Чліянц придбав рукопис нікому не відомої тоді письменниці Оксани Робскі — з метою видати книгу і згодом її екранізувати. У результаті роман Casual став одним з помітних російських бестселерів початку двотисячних, відкрив нову цікаву тему в літературі і був переведений на багато мов світу.

## Фільмографія

### Продюсер фільмів
2006 — «Живий», реж. Олександр Велединський
2006 — "Бумер. Фільм другий ", реж. Петро Буслов
2004 — «Довідка», реж. Кіра Муратова
2004 — «Настроювач», реж. Кіра Муратова
2003 — «Бумер», реж. Петро Буслов
2003 — «Кармен», реж. Олександр Хван
2003 — «Викрадачі книг», реж. Леонід Рибаков
2002 — «Ковчег», реж. Юрій Кузін
2001 — «Одіссея рік 1989» («умняк») реж. Ілля Хотиненко
2001 — «Змішувач», реж. Олександр Шейн
1999 — «Небо в алмазах», реж. Василь Пічула
1997 — «Мама, не горюй!», Реж. Максим Пежемський
1994 — кіноальманах «Прибуття поїзда»

#### Також брав участь у створенні та просуванні картин
2004 — «Російське», реж. Олександр Велединський
2004 — «Довге прощання», реж. Сергій Урсуляк
2000 — «Даун хаус», реж. Роман Качанов
2000 — «Афера», реж. Євген Лаврентьєв
1999 — «Не хапайте скорпіона за вуха», реж. Євген Митрофанов
1999 — «8 1 / 2 доларів», реж. Григорій Константинопольський
1998 — «Про уродов и людей», реж. Олексій Балабанов
1998 — «Дрянь гарна, дрянь погана», реж. Олександр Хван
1998. — «Окраїна», реж. Петро Луцик
1998 — «Країна глухих», реж. Валерій Тодоровський
1997 — «Дивне час», реж. Наталія П'янкова
1997 — «Зміїне джерело», реж. Микола Лебедєв
1997 — «Митар», реж. Олег Фомін

## Думки
Сергій Чліянц не береться за винятково комерційні проекти, матеріальна вигода кіновиробництва не стоїть понад усе: «Мені цікаві фільми і для глядачів, і для фестивалів в одному флаконі». І при цьому він констатує, знайти свого глядача надзвичайно складно. Всьому виною і телебачення, яке значно знижує планку якості відеопродукції, а також «стрімка поляризація кінематографа».
Сергій каже, що в Росії щорічний збиток від кіно перевищує його дохід. І продюсер повинен це пам'ятати. На шляху до успіху, він повинен віддавати собі звіт в тому, що третя частина бюджету кіно не окупиться. У такому випадку активно експлуатується product placement, а також гроші з державної скарбниці. Розрахунки успішного продюсера такого, як Сергій Чліянц, завжди включають збиток від кінопіратства.
Картина з виробництвом і просуванням фільмів, здавалося б, вимальовується не дуже райдужна. Однак є компоненти, які, за словами Сергія Чліянц, виведуть кіно на шлях розвитку: "У маленьких державах, на маленьких ринках може існувати кінематографія, яку підтримує суспільство, де є соціальний запит, де є традиція такий кінематографії, і де держава це розуміє.
Наприкінці 2010 року заявив про те, що збирається виїхати закордон, у зв'язку з тим як вирішуються справи з розподілом бюджетних коштів на кінематографію. Суть в тому, що збираються створити, в Росії, деякі 8 мейджор-студій, на не зовсім прозорих умовах.